# Susan Rubin Suleiman
Susan Rubin Suleiman est une professeure émérite de littérature française à l'université Harvard née le 18 juillet 1939 à Budapest en Hongrie.

## Biographie
Susan Rubin Suleiman est née à Budapest en 1939. Elle a obtenu son BA au Barnard College, puis son Ph.D. à l'université Harvard.
En 1981, elle rejoint le corps enseignant de l'université Harvard. Jusqu'en 2019, elle y poursuit sa carrière de chercheur et de professeur en littérature française.
En 1990, elle reçoit la Radcliffe Medal for Distinguished Achievement. En 1992, le gouvernement français la distingue comme officier des Palmes académiques. En 2018, elle est nommée à l'Ordre national de la Légion d'honneur. 

## Publications
- Pour une nouvelle culture, Grasset, 1971 (articles de Paul Nizan réunis et présentés par Susan Suleiman)
- (directrice en collaboration avec Inge Crosman) The Reader in the text : essays on audience and interpretation, 1980
- Le Roman à thèse ou l’autorité fictive, PUF, 1983, réédité chez Garnier en 2018
- Authoritarian fictions, the ideological novels as a literary genre, Columbia University Press, 1983, réédité chez Princeton University Press, 1993
- (directrice) The Female Body in Western culture, 1986
- Subversive Intent: Gender, Politics, and the Avant-Garde, 1990
- Risking Who One Is: Encounters with Contemporary Art and Literature, 1994
- Budapest Diary: In Search of the Motherbook
traduit en français : Retours. Journal de Budapest, 1999
- (directrice) Exile and Creativity: Signposts, Travelers, Outsiders, Backward Glances, 1998
- Crises of Memory and the Second World War, 2006
traduit en français : Crises de mémoire. Récits individuels et collectifs de la Deuxième Guerre mondiale, 2012
- (directrice en collaboration avec Christie McDonald), French Global: A New Approach to Literary History, 2010
- The Némirovsky Question: The Life, Death, and Legacy of a Jewish Writer in 20th-Century France, 2016, Yale University Press
traduit en français : La question Nemirovsky : vie, mort et héritage d'une écrivaine juive dans la France du XXe siècle, traduit de l'anglais par Aude de Saint-Loup et Pierre- Emmanuel Dauzat, Albin Michel, 2017